# اچ‌ام‌اس بن-مای-چری
اچ‌ام‌اس بن-مای-چری (به انگلیسی: HMS Ben-my-Chree) یک کشتی بود که طول آن ۳۹۰ فوت (۱۱۸٫۹ متر) بود. این کشتی در سال ۱۹۰۸ ساخته شد.